# Johannes Mystakon
Johannes Mystakon (* 545; † 591) war von 579 bis 591 Feldherr des oströmischen Reiches an der persischen Front (siehe hierzu Römisch-Persische Kriege).

## Herkunft
Der Name des Johannes Mystakon beruht Christian Settipani zufolge auf einer römischen Verballhornung seines Spitznamens „Moustakon“ (Schnurrbart), für den er bei seinen Zeitgenossen berühmt war. Johannes Mystakon war nach Settipani armenischer Herkunft und zwar ein Prinz aus dem ursprünglich parthischen Fürstenhaus der Arsakiden.
Sein Vater war vermutlich Prinz Artabanes, Heermeister von Armenien, der mit Praejecta, einer Schwester des Kaisers Justin II., verlobt war. Der Name seiner Mutter ist nicht bekannt.

## Leben
Zunächst war er Stellvertreter des Feldherrn Maurikios. Als Maurikios 582 den Thron bestieg, wurde Johannes Mystakon sein Nachfolger. Johannes Mystakon kämpfte – abgesehen von einer Niederlage gegen den persischen Feldherren Kardarigan am Nymphios-Fluss im Jahr 583 – erfolgreich im armenischen Abschnitt, wo die Römer fast durchgehend in der Offensive waren und durch armenische Partisanen unterstützt wurden. 584 wurde er durch Philippikos ersetzt, übernahm jedoch spätestens nach dem Ende der Revolte der römischen Truppen 589 wieder den Oberbefehl über eine römische Armee und schrieb auch Geschichte; während der Bürgerkriegswirren um Bahram Tschobin belagerte er Dvin und stieß 590 in die Atropatene (Aserbaidschan) vor. Dies war der bis dahin tiefste Vorstoß eines römischen Heeres auf persisches Gebiet und wurde erst durch Herakleios in der Schlacht bei Ninive überboten. Im darauf folgenden Jahr führte er erneut ein Heer in die Atropatene und besiegte zusammen mit Narses den persischen Usurpator Bahram Tschobin in der Schlacht von Blarathon. Kurze Zeit nach dem Feldzug verstarb er.

## Ehe und Nachkommen
Johannes Mystakon war mit Placida (* ca. 560), einer Tochter des Anastasius (Enkel der Kaiserin Theodora I., der Gemahlin des byzantinischen Kaisers Justinian I. (regierte 527–565) aus deren früherer Ehe) und der Juliana verheiratet. Diese Juliana war über ihre Mutter Proba eine Nachkommin fünfter Generation des weströmischen Kaisers Valentinian III. (regierte 425–455)
Johannes Mystakon hatte zumindest folgende Kinder:
- Valentinos (* ca. 590; † 644), Feldherr, Prätendent auf die byzantinische Krone, erhielt 641 den Titel Caesar und war 642/643 faktischer Regent des byzantinischen Reichs
- Manuel (* 585; † 651), 651 „Magistros“